# Allard P2
Allard P2 Monte Carlo Saloon var en bilmodell från Allard.
Elva exemplar tillverkades. Modellen var utrustad med De Dion-bakaxel, laminerad framruta, askfat fram och bak, innerbelysning och delade framstolar.
Den första såldes till Malaya, den andra till USA, den tredje till England, den fjärde till Sverige, den femte till Belgien, den sjätte till London, den sjunde till Belfast, den åttionde till Nya Guinea, den nionde till London, den tionde till Kanada och den elfte till London. Den elfte bilen var Sidneys privata bil. 2011 fanns det 8 stycken kända exemplar kvar.

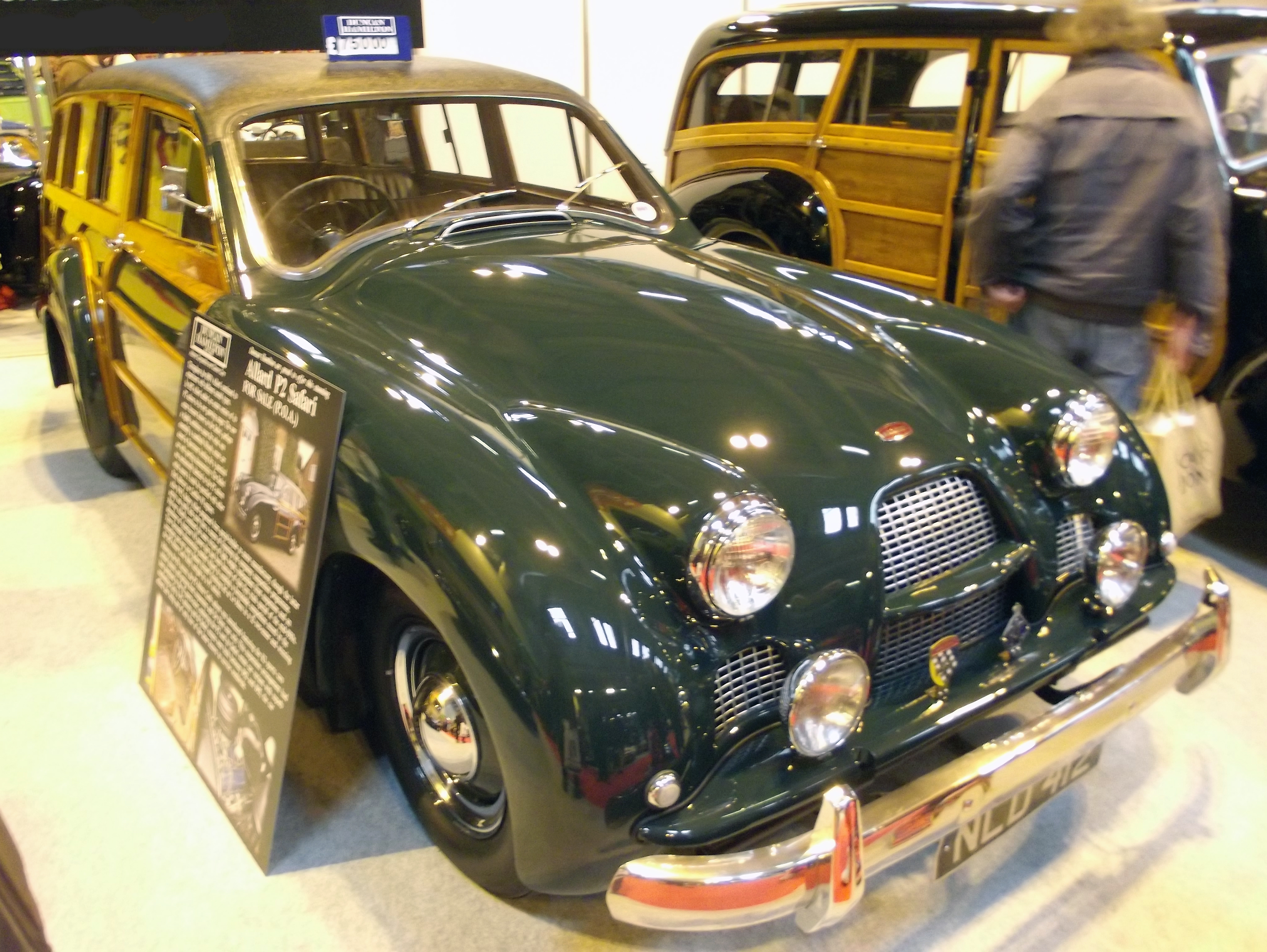
1953 Allard P2 Safari (nr 4003)